# Шитов, Александр Михайлович
Александр Михайлович Шитов (23 июля 1916, Баку — 19 апреля 1942, район Гатчины) — старший лейтенант, пилот истребительного авиационного полка.

## Биография
Окончил 9 классов средней школы. В 1933 году начал работу мотористом в мастерских нефтепромысла. 19 августа 1937 года вступил в ряды Красной Армии. Военное образование получал в Ейском военно-морском авиационном училище, которое окончил в ноябре 1939 года.  В 1940 году 28 апреля получил звание лейтенанта. Служил младшим лётчиком, а позже пилотом 12-й КОАЭ КБФ. Участник Великой Отечественной войны с первого дня. 30 октября 1941 года переведён в 71-й ИАП, с 29 марта 1942 года – командир звена 1-й эскадрильи. Погиб при налёте противника от зенитной артиллерии в районе Гатчины 19 апреля 1942 года. За военное время сбил 9 боевых машин противника в 40 воздушных боях.

## Награды
- Орден Красного Знамени (13.08.1941 г., 22.04.1942 г.)
- Мемориал Борка (увековечено имя)